# Carranque (Archäologischer Park)

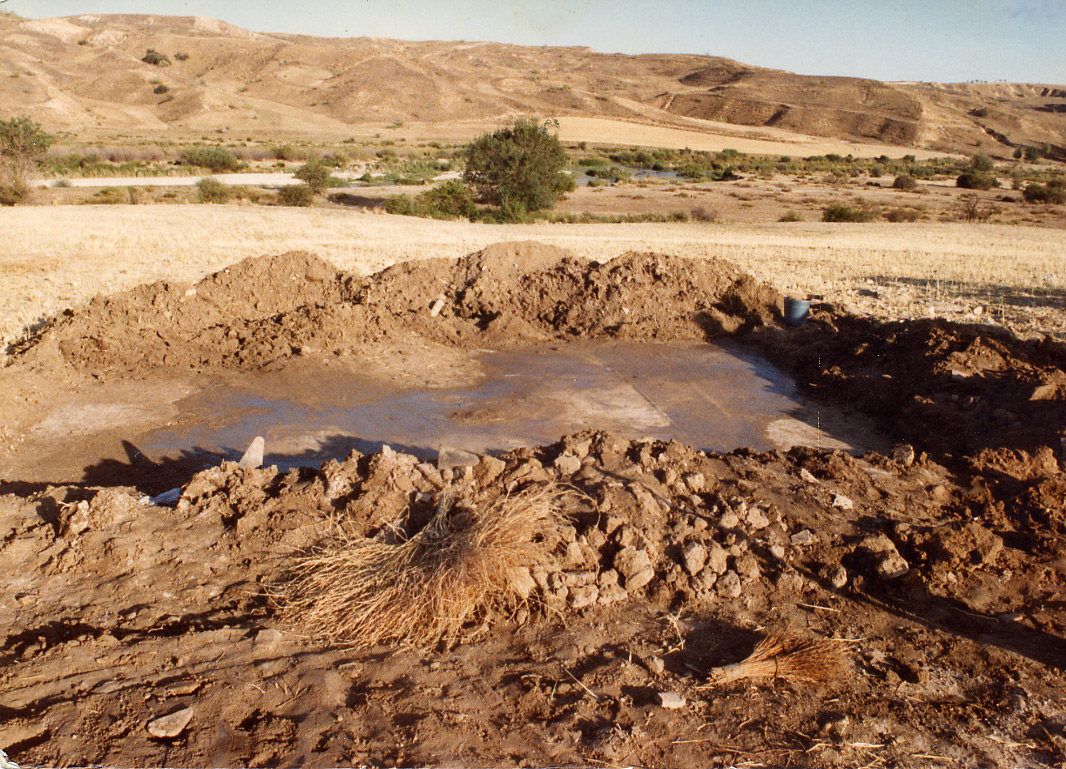
Gebiet zur Zeit der Ausgrabungen

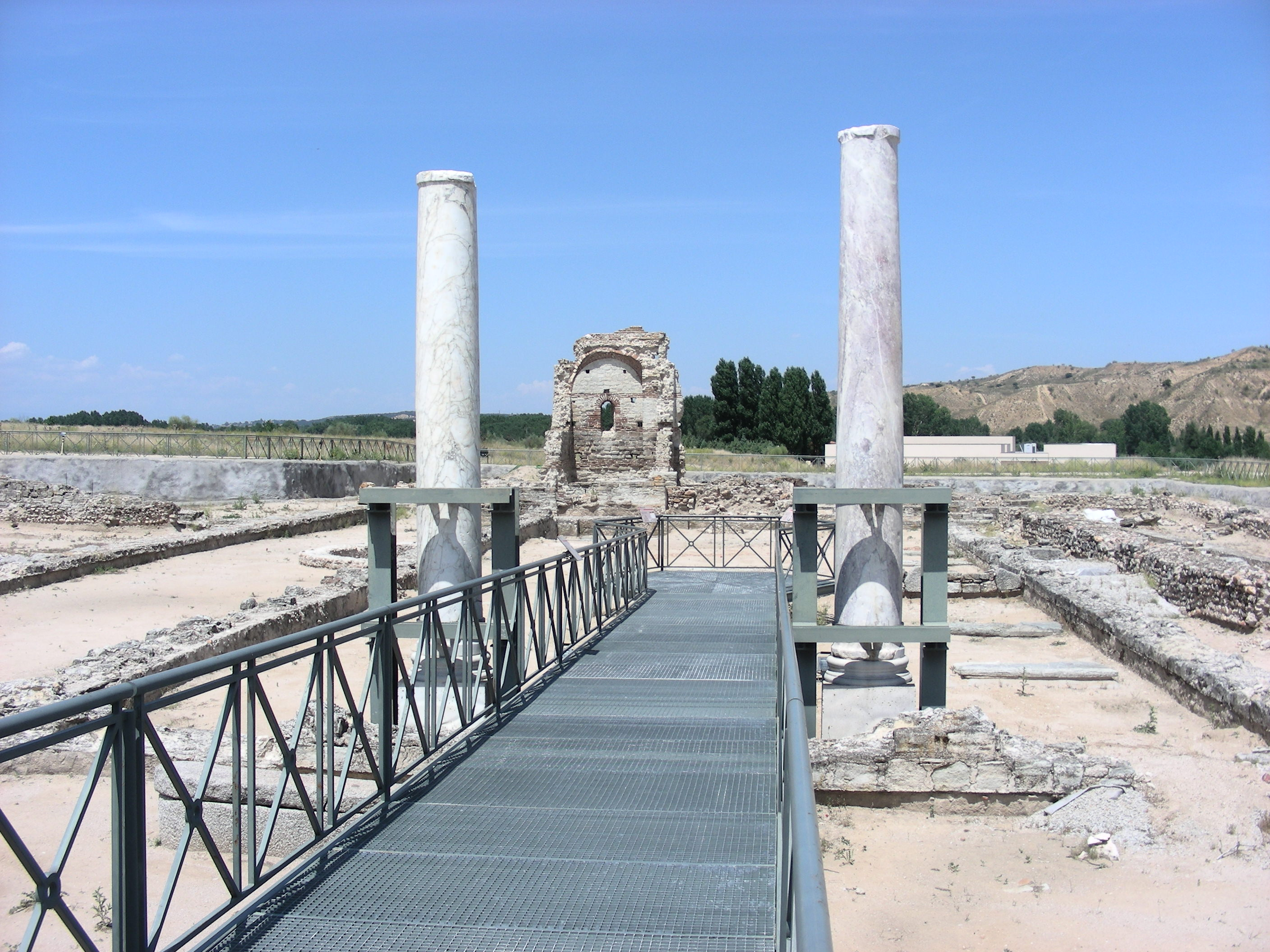
Marmorsäulen

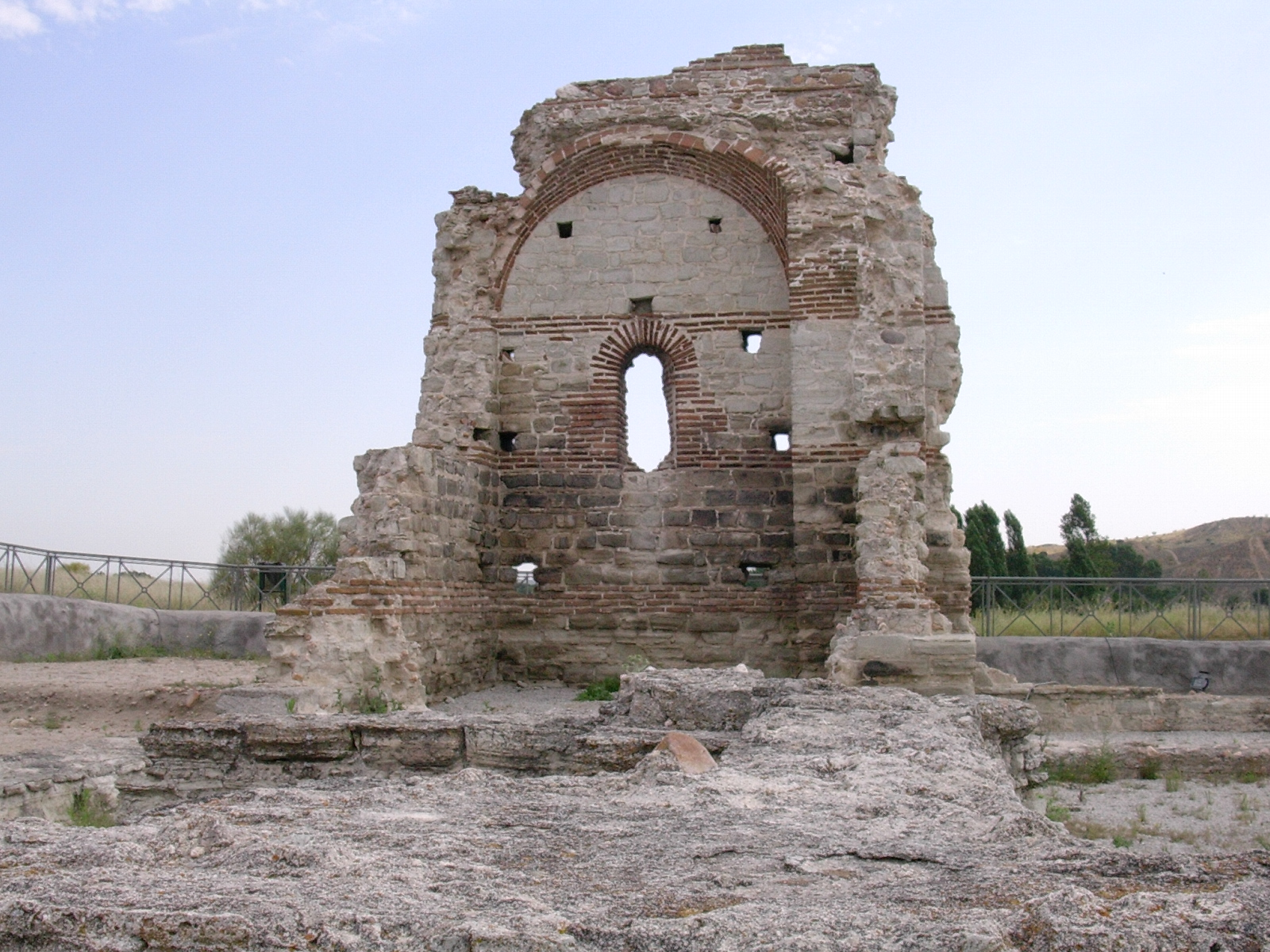
Ehem. Palastgebäude

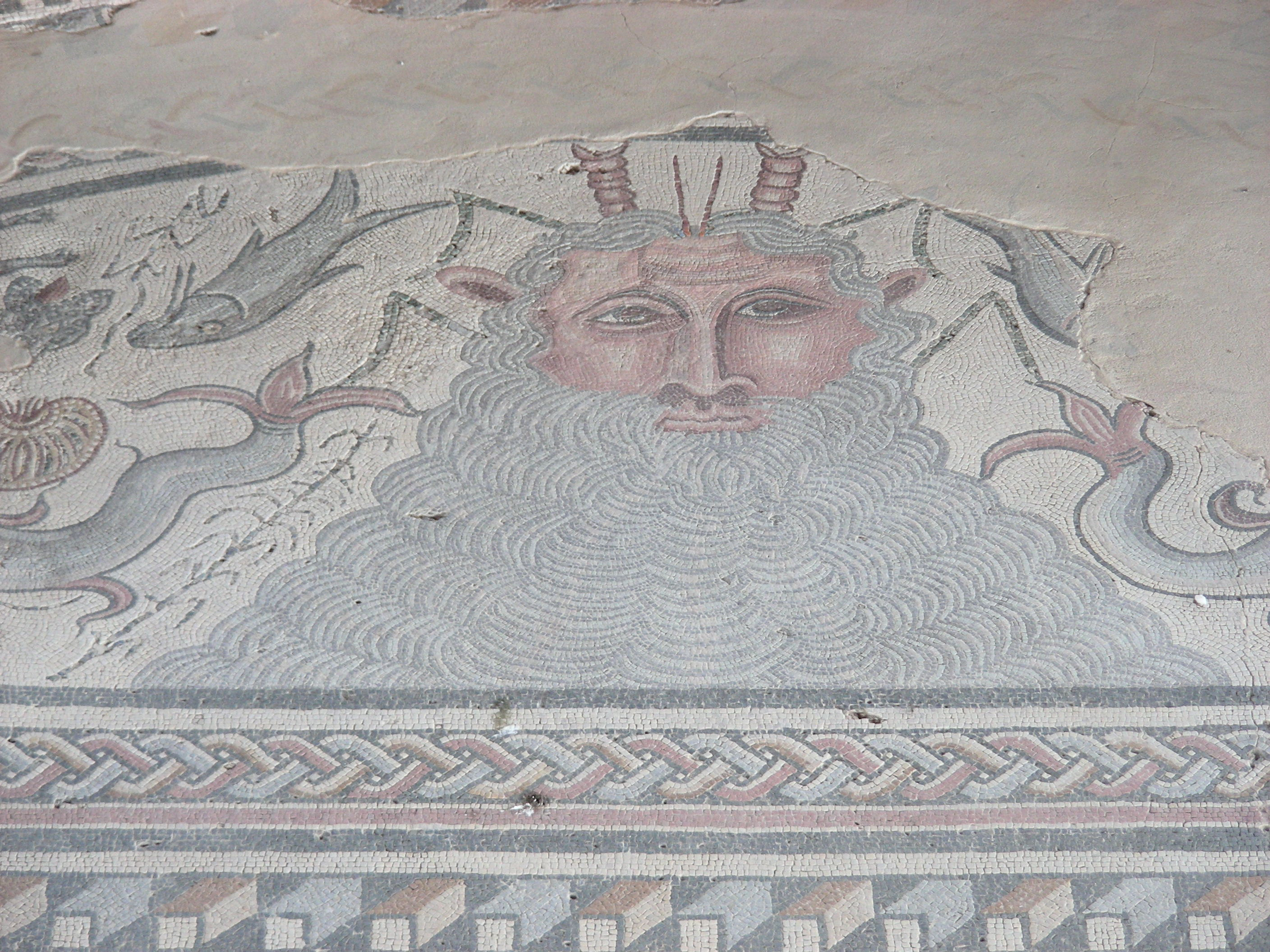
Mosaik des Neptun

Der Archäologische Park bei Carranque umfasst mehrere Gebäudereste einer Villa rustica aus der späten Zeit der Römer in Spanien. Entdeckt wurde die Stätte im Jahr 1983 von dem Landarbeiter Samuel López Iglesias.

## Lage
Der Fundplatz liegt ungefähr 3 km westlich des Ortes Carranque (ca. 50 km nördlich von Toledo und ca. 45 km südwestlich von Madrid) an einer alten Römerstraße in der Provinz Toledo in der Autonomen Region Kastilien-La Mancha in unmittelbarer Nähe zum Río Guadarrama, dessen Ufer mit üppiger Vegetation bestanden sind.

## Gebäude
Die erhaltenen Grundmauern der drei Gebäude der Villa Romana repräsentieren das Wohnhaus des Dorfherrn Materno, das Palatium, welches zu Repräsentationszwecken des Dorfes diente, und eine kleine Begräbniskapelle, das Mausoleo, in dem der Hausherr mit seiner Familie bestattet wurde. Das Wohnhaus mit seinen ca. 20 Räumen birgt sehr gut erhaltene Mosaike und stellt die Hauptattraktion des Parks dar. Dieses Gebäude ist überdacht, um die Mosaike vor Witterungseinflüssen zu schützen. Fast das komplette Wohnhaus war mit einer Fußbodenheizung ausgestattet (Hypokaustum).
Sehr außergewöhnlich sind die monolithischen Marmorsäulen des Palatium, die aus den imperialen Steinbrüchen des orientalischen Teils des Reiches stammen. Diese stellten vielleicht ein Geschenk des Theodosius des Großen (oströmischer Herrscher, in Coca in der Provinz Segovia geboren) dar, mit dem der Besitzer ein recht freundschaftliches Verhältnis hatte.

## Mosaike
Die zahlreichen Mosaike stellen sowohl Helden und Götter der antiken Mythologie als auch Früchtekörbe und Flechtbandmotive dar, wobei die Blumen- und Flechtbandmotive die erzählerischen Themen in Erfindungsreichtum und Ausführung übertreffen. Unter den erzählerischen Themen sind zu erwähnen ein Mosaik mit den Darstellungen der „Entführung des Hylas durch die Nymphen“ und des „Todes des Adonis“. Besonders hervor ragt das Mosaik im Umkleideraum (Apodyterium) des Badetrakts, welches den Wassergott Neptunus darstellt. Sein Bart ist wellenförmig dargestellt und verläuft allmählich im Wasser.

## Nachwirkungen
Aufgrund von Funden ist der Nachweis erbracht, dass die Römerstätte von Carranque in späterer Zeit sowohl von den Westgoten als auch von den Mauren genutzt wurde.

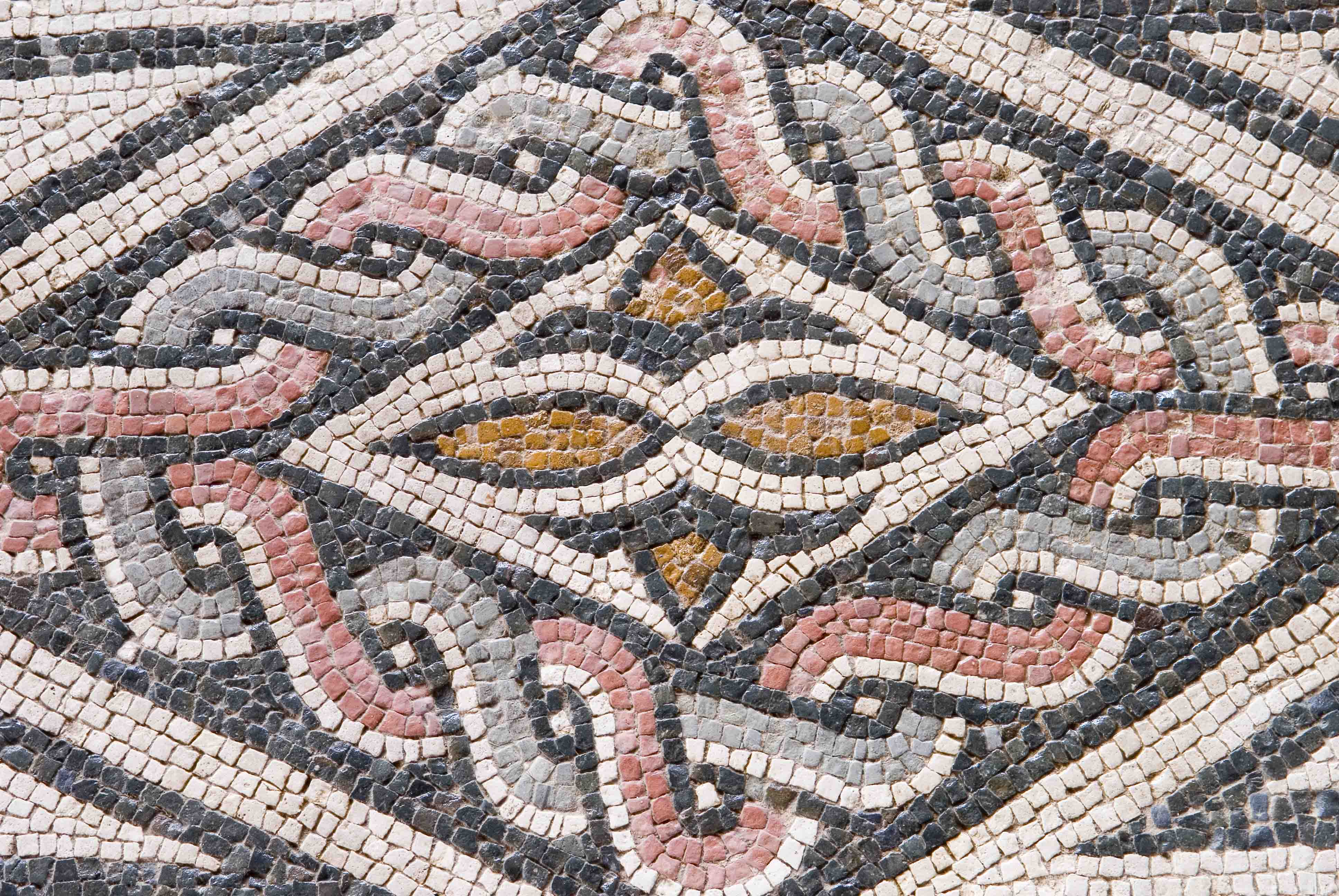
Flechtbandmotiv
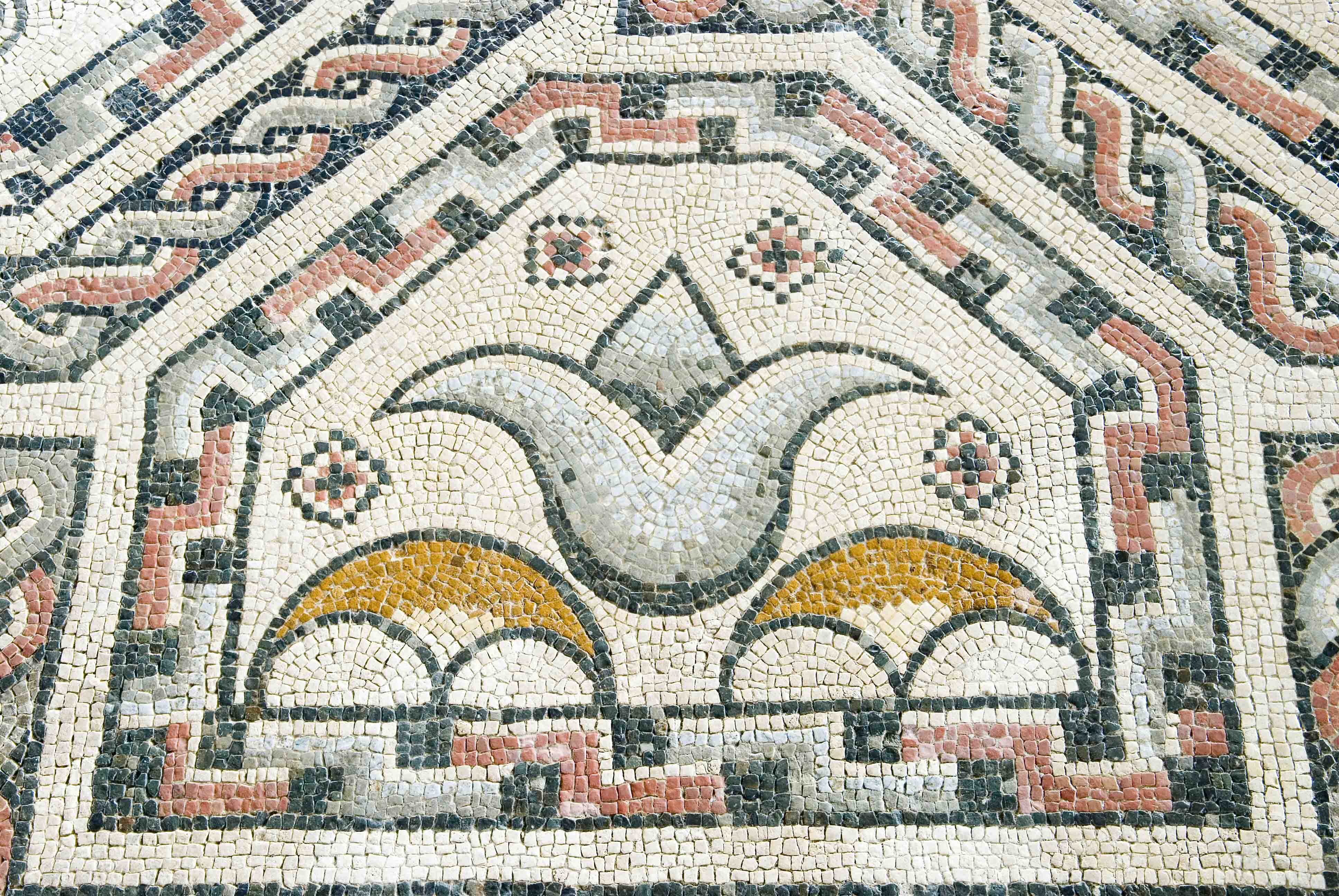
Flechtband- und abstraktes Lotosmotiv
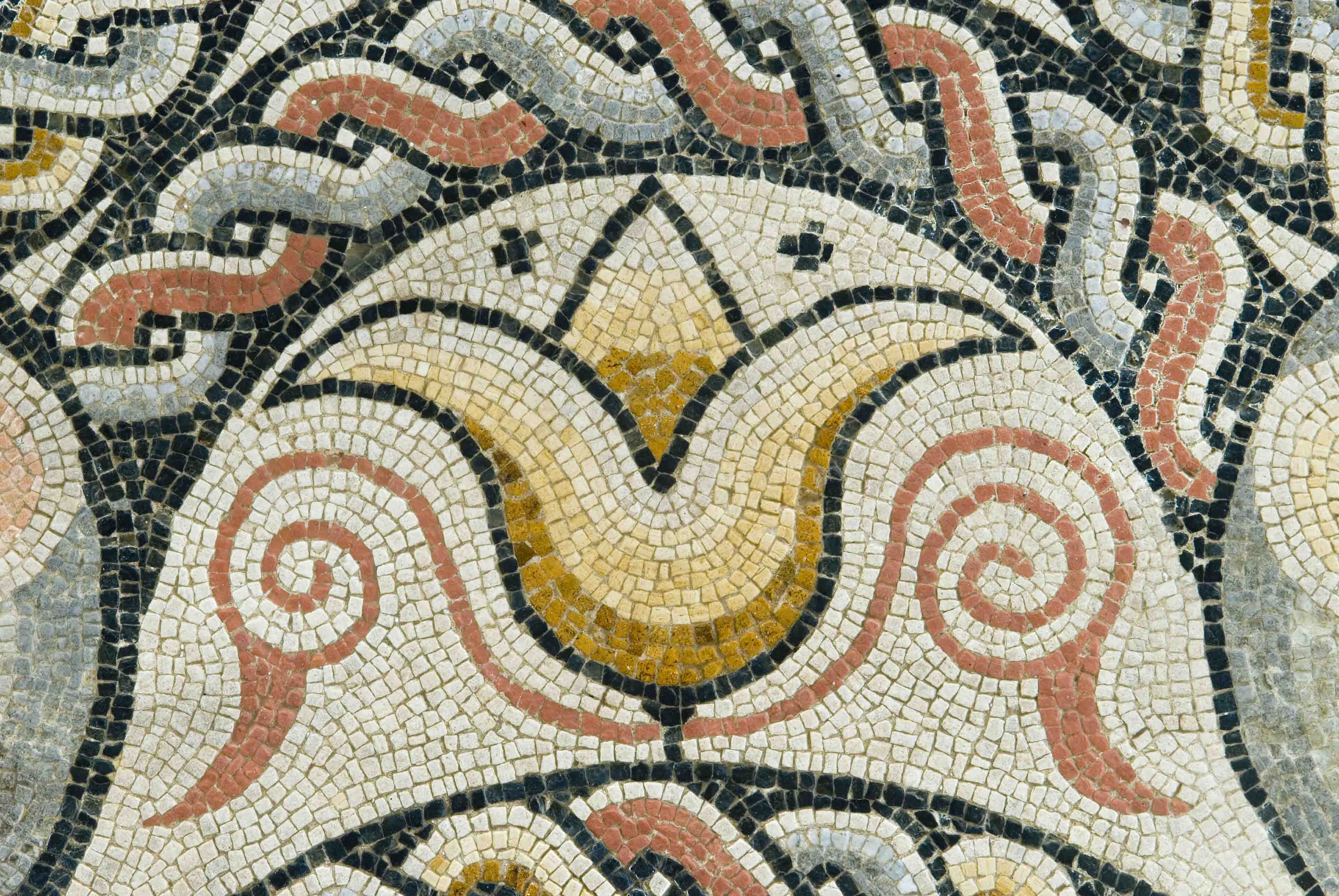
Abstraktes Lotosmotiv
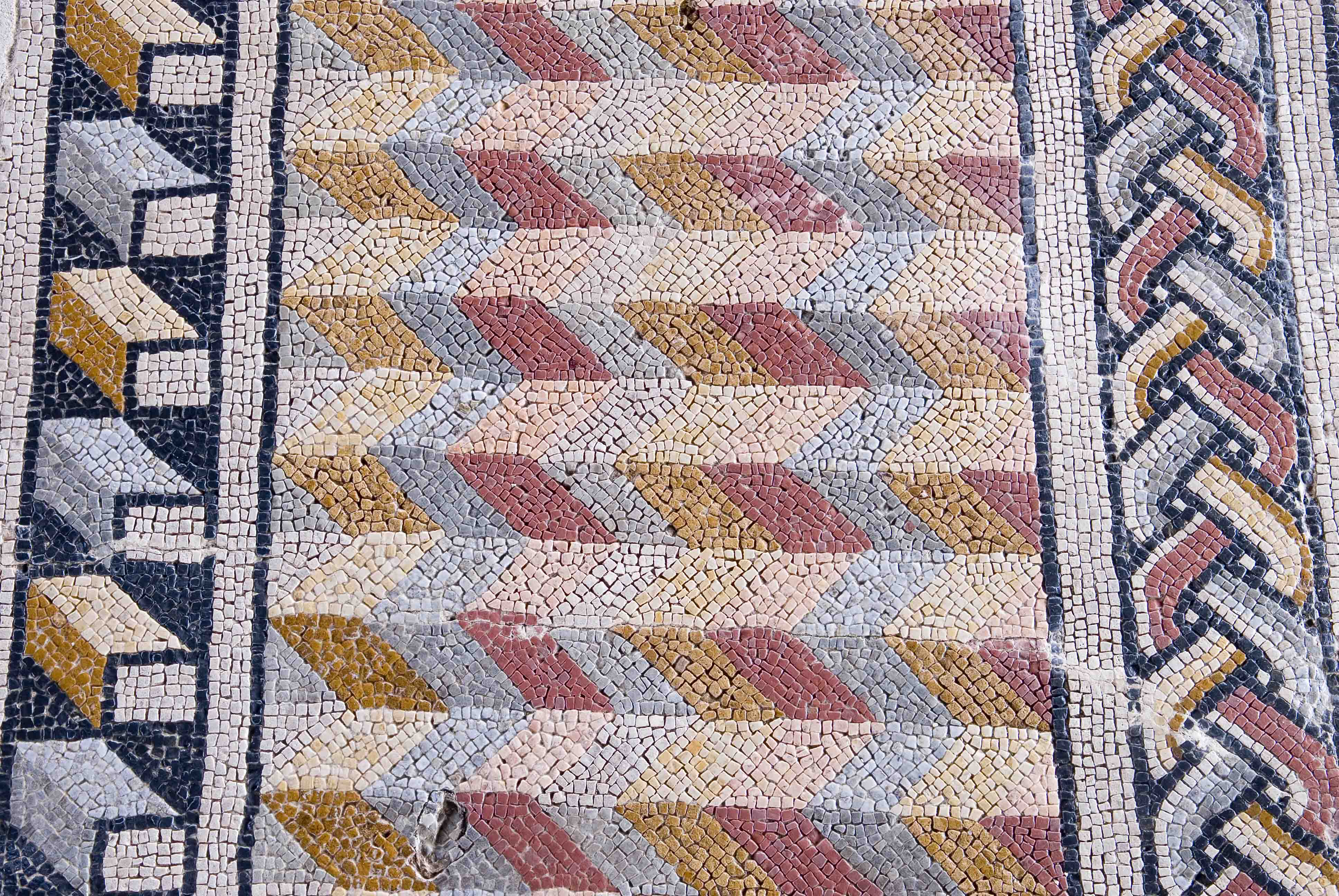
Geometrische Motive
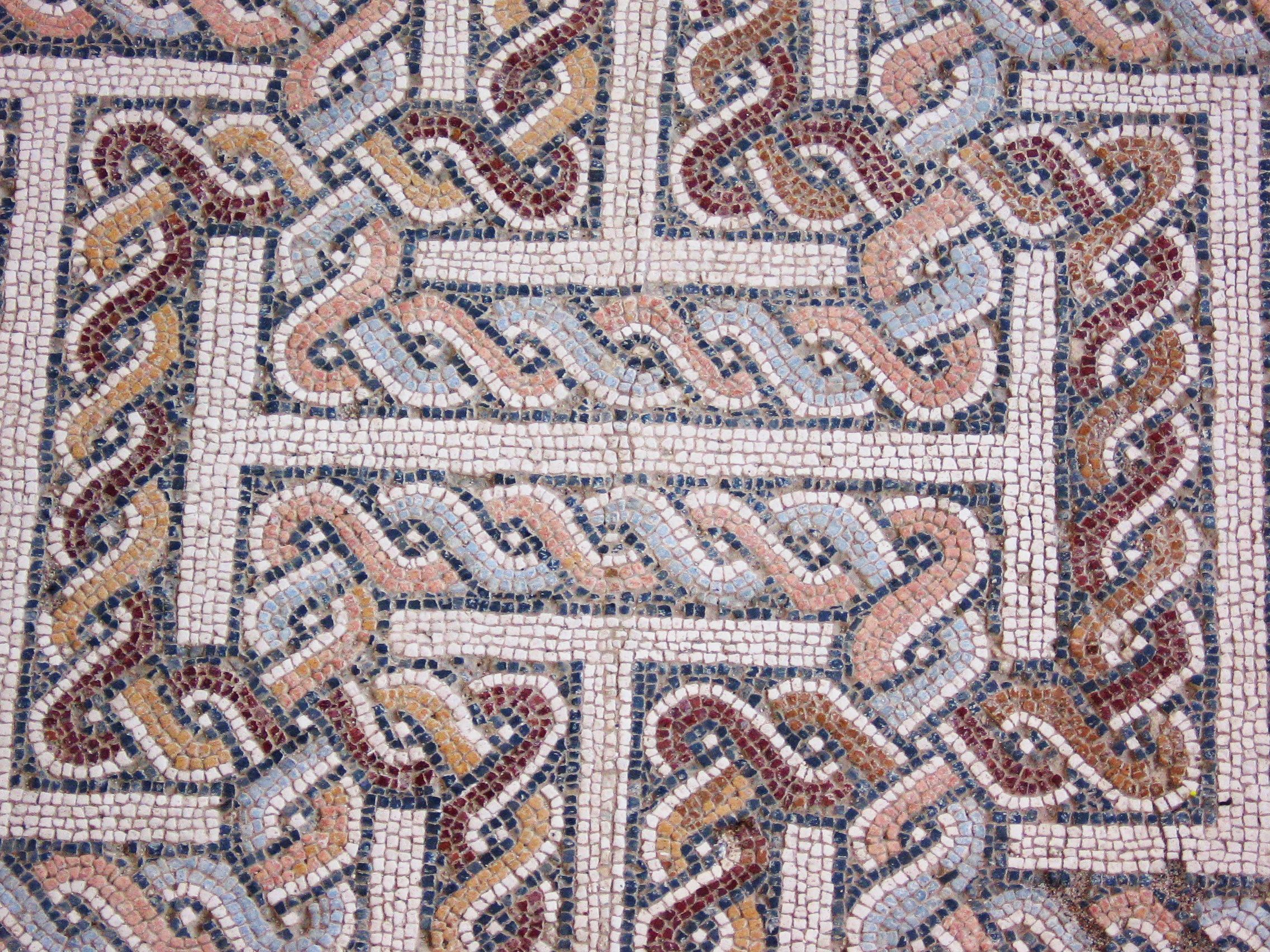
Flechtbandmotive